# Остання хвиля
«Остання хвиля» (англ.   The Last Wave) (також випущений у Сполучених Штатах як «Чорний дощ»)  — 15 грудня 1977 року відбувся реліз третього повнометражного фільму австралійського режисера Пітера Уіра. Художні умовності і базові установки готичного хоррору в цій містико-апокаліптичній стрічці помножені на юнгівський світогляд: перед глядачем постає картина суспільства, покараного за втрату зв'язків з країнами, з душею, з колективним несвідомим.

## Сюжет
Фільм відкривається монтажем сцен повсякденного життя в Австралії у 1970-х роках — сільська школа в пустелі з дітьми, що граються, головна вулиця містечка віддаленого району, затор у місті — все це під впливом надзвичайно несприятливих погодних умов, які раптово з'являються. Сильний дощ, за яким слідує надзвичайно великі градини, що пробивають вікна школи і травмують учнів, нашестя жаб та інші аномалії. Лише місцеві австралійські аборигени, здається, розпізнають космологічне значення цих погодних явищ.
Під час одного з таких негараздів з дощем у Сіднеї в пабі виникає сутичка серед групи австралійських аборигенів, що призводить до загадкової смерті внаслідок утоплення. На судовому розслідуванні смерть визнається вбивством, і четверо австралійських чоловіків звинувачуються у вбивстві. Через систему австралійської правової допомоги для їх захисту наймається адвокат на ім'я Девід Бертон (Річард Чемберлен), який спеціалізується на корпоративному оподаткуванні, а не на кримінальному захисті. Спочатку він сумнівається, але зацікавлений викликом і береться за справу, що незабаром призводить до розпаду його професійного і особистого життя.
Бертон починає мати дивні сни, в яких зображені течії води, утоплені тіла, і він відвідується вдома одним із ув'язнених австралійських аборигенів на ім'я Кріс Лі (Девід Гульпілі), якого він ніколи раніше не зустрічав. Пізніше, коли йому представляють четверо звинувачених чоловіків, він впізнає Лі і починає відчувати надприродний зв'язок з ним і зі все більш дивними погодними явищами, що обрушуються на місто. Його сни зростають в інтенсивності разом з його залученістю до справи про вбивство, і він починає підозрювати, що вбивство було виконане в рамках австралійського обряду, при якому жертві ставиться прокляття просто за допомогою кістки. Лі відмовляється визнавати, що він належить до племені або розкривати деталі вбивства, але говорить Бертону, що його сни мають значення, тому що він «Мулкурул» (англ. Mulkurul); спадкоємець раси духів, які прибули із сходу сонця, приносячи з собою святі предмети. Після зустрічі з шаманом племені Лі та вивчення більше про австралійські практики і концепцію «Часу Снів» як паралельного світу існування, Бертон починає вірити, що його сни і дивний сильний дощ передбачають наближення апокаліпсису. Після ще одного інтенсивного сну Бертон відчуває небезпеку і переконує свою дружину покинути місто разом з дітьми перед надвисоким потопом, що призводить до повені.
У хаосі повені Лі вдається втекти з в'язниці, щоб знайти Бертона і провести його через підземні тунелі під містом, які ведуть до святого місця австралійського обряду урочистості. Лі показує йому вхід до іншої давньої камери поблизу, яка дивно знайома йому, і відправляє його на пошуки відповідей, які він шукає. У камері Бертон бачить на стелі картину, що зображує прибуття європейських дослідників з Південної Америки і календарне пророцтво катастрофічної океанічної катастрофи. Він знаходить колекцію старовинних реліквій, розкладене тіло чоловіка у середньовічному західному одязі і кам'яну маску, яка після уважного огляду має обличчя, ідентичне його власному. Він збирає якомога більше реліквій, які він може нести, але раптово зіткнувся з шаманом племені, який кричить і нападає на нього. Вони боряться, і Бертон вбиває шамана однією з кам'яних реліквій. Він намагається знайти дорогу до поверхні через каналізаційні тунелі, але втрачає реліквії по дорозі. Зрештою, він виходить на берег втомлений, потім падає на пляж і з захватом дивиться на горизонт. Він розуміє, що після того, що тільки що сталося, він ніколи не зможе повернутися до свого колишнього життя. Потім на його обличчі з'являється вираз шоку і прийняття, коли екран заповнюється кадрами надреалістичної високої океанської хвилі, хоча залишається невизначеним, чи ми спостерігаємо реальність або ділимося останнім апокаліптичним передчуттям Бертона.

## У ролях
- Річард Чемберлен — Девід Бертон
- Олівія Гамнетт — Енні Бертон
- Девід Гульпілі — Кріс Лі
- Фредерік Парслоу — преподобний Бертон
- Наджівара Амагулія — Чарлі
- Волтер Амагулія — Джеррі Лі
- Рой Бара — Ларрі
- Пітер Керрол — Майкл Зідлер
- Атол Комптон — Біллі Корман
- Хедлі Каллен — суддя
- Майкл Даффілд — Ендрю Поттер
- Валлас Ітон — лікар моргу
- Джо Інгленд — нянька
- Вівіан Грей — доктор Вітберн
- Седрік Лалара — Ліндсі
- Морріс Лалара — Джеко
- Тоні Ллевелін — Джонс
- Грег Роу — Карл
- Джон Мігер — клерк моргу
- Джон Фроулі — поліцейський
- Дженніфер Де Грінлоу — секретарка Зідлера
- Річард Гендерсон — прокурор
- Пенні Ліч — вчителька
- Мерв Ліллі — власник пабу
- Гвідо Раметта — Гвідо
- Малкольм Робертсон — Дон Фішберн
- Катріна Седжвік — Софі Бертон
- Інгрід Вір — Грейс Бертон

## Саундтрек
Чарльз Вейн — музикант і композитор, який написав музику для фільму «Остання хвиля». Його музика для цього фільму відома своєю експериментальною електронікою, яка доповнює містичну атмосферу картини. Ось перелік треків з саундтреку:
| #  | Назва               | Тривалість |
| -- | ------------------- | ---------- |
| 1  | Driving Home        | 03:05      |
| 2  | The Vault           | 05:19      |
| 3  | David's Dream       | 01:03      |
| 4  | Man in the Street   | 02:14      |
| 5  | Angels              | 03:24      |
| 6  | The Warning         | 02:58      |
| 7  | Driving Near Bridge | 02:47      |
| 8  | The Acceptance      | 01:29      |
| 9  | Black Rain          | 01:17      |
| 10 | The Descent         | 05:37      |
| 11 | Charlie Charlie     | 05:03      |
| 12 | The Drowned World   | 01:59      |